# 小津村 (滋賀県)
小津村（おづむら）は、滋賀県野洲郡にあった村。現在の守山市の南西端、琵琶湖の沿岸から市中心部の西方にかけての地域にあたる。

## 地理
- 湖沼：琵琶湖
- 河川：新守山川

## 歴史
- 1889年（明治22年）4月1日 - 町村制の施行により、金森村・三宅村・大林村・欲賀村・森川原村・山賀村・杉江村の区域をもって発足。
- 1955年（昭和30年）1月15日 - 守山町・玉津村・河西村・速野村と合併し、改めて守山町が発足。同日小津村廃止。